# Sönam Čhoglang
Sönam Čhoglang (1438–1505) byl 2. pančhenlama tibetské buddhistické školy Gelugpa. Podle tradice byl Sönam Čhoglang převtělenec svého předchůdce Khädub Geleg Palzangpa.
| Linie pančhenlamů                  | Linie pančhenlamů        | Linie pančhenlamů       |
| ---------------------------------- | ------------------------ | ----------------------- |
| Předchůdce: Khädub Geleg Palzangpo | 1438–1505 Sönam Čhoglang | Nástupce: Lozang Döndub |